# Orthotylus notabilis
Orthotylus notabilis är en insektsart som beskrevs av Knight 1927. Orthotylus notabilis ingår i släktet Orthotylus och familjen ängsskinnbaggar. Inga underarter finns listade i Catalogue of Life.